# Nucras broadleyi
Nucras broadleyi — вид ящірок родини ящіркових (Lacertidae). Ендемік Анголи. Вид названий на честь британського герпетолога Дональда Джорджа Бродлі. Описаний у 2019 році.

## Поширення і екологія
Nucras broadleyi поширені на південному заході Анголи, в провінціях Намібе, Уїла і Кунене. Вони живуть в сухих саванах, в лісах мопане, в сухих чагарникових заростях та на піщаних рівнинах, порослих рослинністю. Зустрічаються на висоті до 2500 м над рівнем моря.